# Jitō (intendant)
Pour l'impératrice du Japon, voir Jitō.
 (janvier 2019).
Si vous disposez d'ouvrages ou d'articles de référence ou si vous connaissez des sites web de qualité traitant du thème abordé ici, merci de compléter l'article en donnant les références utiles à sa vérifiabilité et en les liant à la section « Notes et références ».
Les jitō (地頭) sont des intendants de domaines (shoen) à l'époque du Japon médiéval, particulièrement au cours des shogunats Kamakura et Muromachi. Nommés par le pouvoir shogunal, les jitō gèrent les domaines au nom de leurs propriétaires en titre, qui s'en trouvent ainsi progressivement dépossédés.

## Historique
Le terme jitō commence à être employé à la fin de l'époque de Heian comme adjectif pour « local ». Une personne jitō par exemple (地頭人) signifie une influente personnalité locale. Plus tard, le terme est parfois utilisé pour désigner les personnes qui gèrent chaque domaine local. Les historiens modernes ne peuvent pas préciser les caractéristiques des premiers jitō nommés par Minamoto Yoritomo car les conditions de ces précurseurs ne sont pas bien connues.
Les jitō sont officiellement établis lorsque Minamoto Yoritomo est nommé au poste de chef des jitō par la Cour impériale de Kyoto avec pouvoir de nomination. Yoritomo nomme de nombreux jitō dans tout le pays, mais principalement dans la région de Kantō. Au cours de l'époque de Kamakura, les jitō sont choisis parmi les gokenin (les vassaux du shogun) qui traitent des affaires militaires. Les jitō s'occupent de la taxation et de l'administration des domaines auxquels ils sont attachés, et dont ils gèrent directement les terres et les cultivateurs.
Après la révolte de Jōkyū, le shogunat désigne de nombreux jitō dans l'ouest du Japon sur les terres ayant appartenu aux perdants. À cette époque, nombre d'importants gokenin, dont le clan Mori (1221) et le clan Ōtomo, déménagent de l'est vers l'ouest.
Le système jitō est officiellement aboli par Toyotomi Hideyoshi à la fin du XVIe siècle.

## Culture populaire
- Dans le jeu vidéo Ghost of Tsushima, le Daimyo Shimura est le Jitō de l'île de Tsushima.

### Source de la traduction
- (en) Cet article est partiellement ou en totalité issu de l’article de Wikipédia en anglais intitulé « Jitō » (voir la liste des auteurs).